# Leporinus brunneus
Leporinus brunneus (nome comum: aracu-piranga) é uma espécie de peixe sul-americano de água doce.